# دبليو. دوغلاس سميث
دبليو. دوغلاس سميث (بالإنجليزية: W. Douglas Smith)‏ هو سياسي أمريكي، ولد في 3 أبريل 1958 م في سبارتانبرغ في الولايات المتحدة. حزبياً، نشط في الحزب الجمهوري. وقد انتخب عضو مجلس نواب كارولاينا الجنوبية.